# Heinrich Meteler

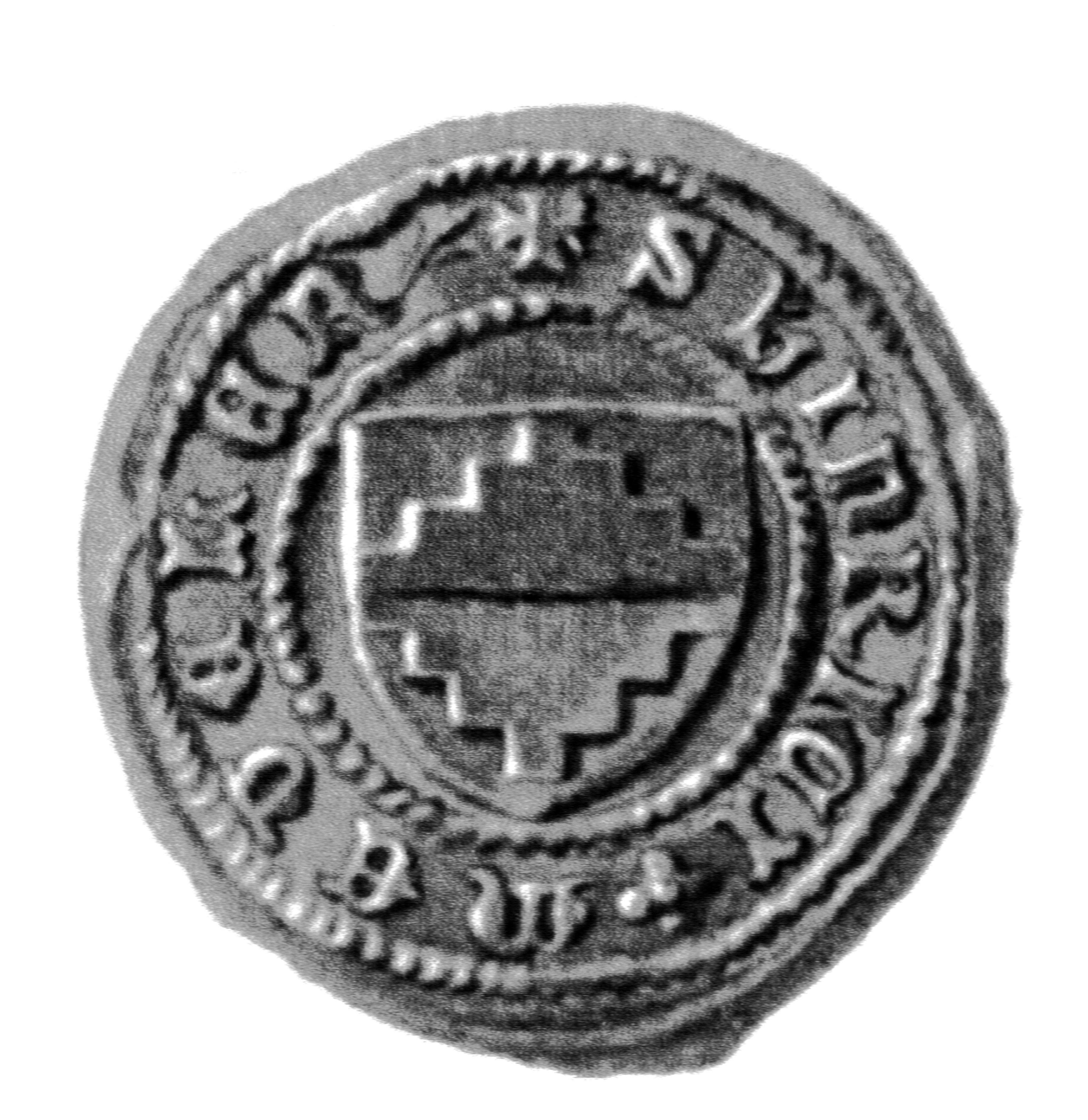
Siegel des Heinrich Meteler

Heinrich Meteler († 1433) war ein Lübecker Kaufmann, Ratsherr und Mitbegründer der Zirkelgesellschaft.

## Leben
Meteler war Sohn des Lübecker Ratsherrn Johann Meteler aus dem westfälisch-stämmigen Adelsgeschlecht Meteler. 1379 ist er als Mitbegründer der patrizischen Zirkelgesellschaft belegt. Er war vermutlich (vor 1409) einer der Mitstifter des Zirkelbrüderaltars. 1384 wurde er in den Rat der Stadt erwählt und schied im Zuge der bürgerlichen Unruhen des Jahres 1408 aus diesem aus und schloss sich der Klage des Alten Rates gegen den Neuen Rat an. Mit Rückkehr des Alten Rates 1416 trat er diesem wieder bei. In Testamenten Lübecker Bürger wird er mehrfach als Urkundszeuge und als Vormund aufgeführt.
Meteler war dreimal verheiratet:
- in erster Ehe mit Elisabeth, Tochter des Ratsherrn Bruno Warendorp
- in zweiter Ehe mit Walmodis, Witwe des Lübecker Bürgers Gerhard Oldesloe
- in dritter Ehe mit Adelheid, Tochter des Hinrich von Wickede

Er bewohnte das Haus Mengstraße 26, welches 1408 vom Neuen Rat konfisziert wurde.